# Kataka Mountain
Kataka Mountain är ett berg i Kanada.   Det ligger på gränsen mellan Alberta och British Columbia, i den västra delen av landet, 3 200 km väster om huvudstaden Ottawa. Toppen på Kataka Mountain är 2 379 meter över havet. Kataka Mountain ingår i The Ramparts.
Terrängen runt Kataka Mountain är varierad. Trakten runt Kataka Mountain är nära nog obefolkad, med mindre än två invånare per kvadratkilometer.. 
Trakten runt Kataka Mountain består i huvudsak av gräsmarker.